# Anthophora glasunovi
Anthophora glasunovi är en biart som beskrevs av Morawitz 1894. Anthophora glasunovi ingår i släktet pälsbin, och familjen långtungebin. Inga underarter finns listade i Catalogue of Life.